# Linienzugbeeinflussung
Le Linienzugbeeinflussung (en français : Contrôle de vitesse linéaire) ou LZB est un système de signalisation ferroviaire en cabine utilisé par les trains allemands à partir de 160 km/h. Il surveille de façon continue les trains. Il est utilisé en Allemagne, en Autriche et en Espagne.

## Introduction
À la différence du système de contrôle de la vitesse classique allemand (l'Indusi/PZB), le LZB permet la surveillance continue du train et par conséquent permet l'arrêt du train dans les distances réglementaires.
Un ordinateur central se charge de surveiller le train. Le train communique au central en permanence sa position et sa vitesse et le central calcule les ordres à donner à chaque train. Le train surveille si ce que fait le conducteur est conforme aux ordres reçus. Le LZB indique le prochain changement de vitesse jusqu'à 10 km à l'avance.

## Histoire
La première version du LZB a été utilisé pour des marches d'essai en 1963 sur la ligne Forchheim-Bamberg. Le système a été déployé à partir de 1974.

## Équipement

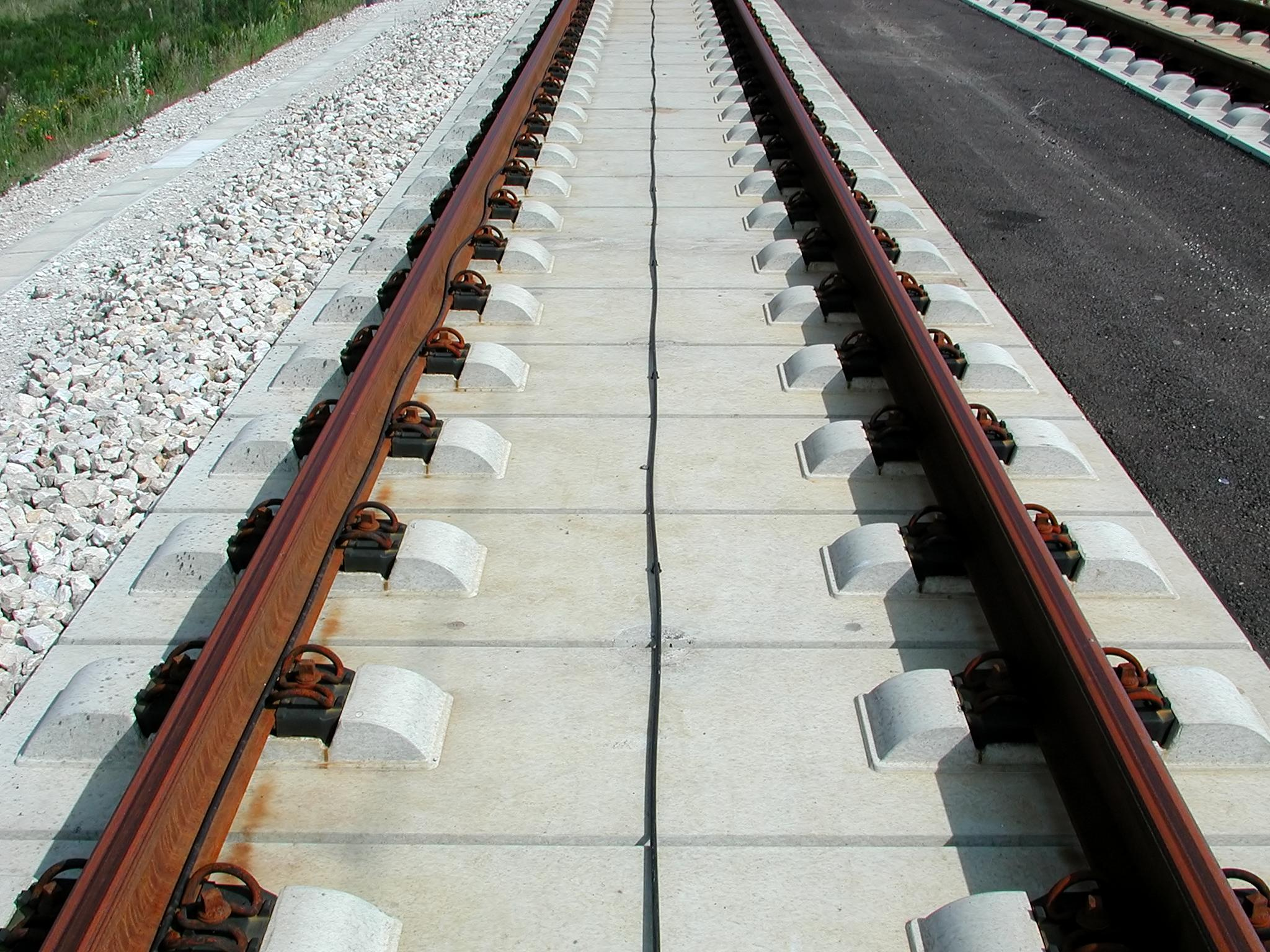
Câble LZB au milieu de la voie

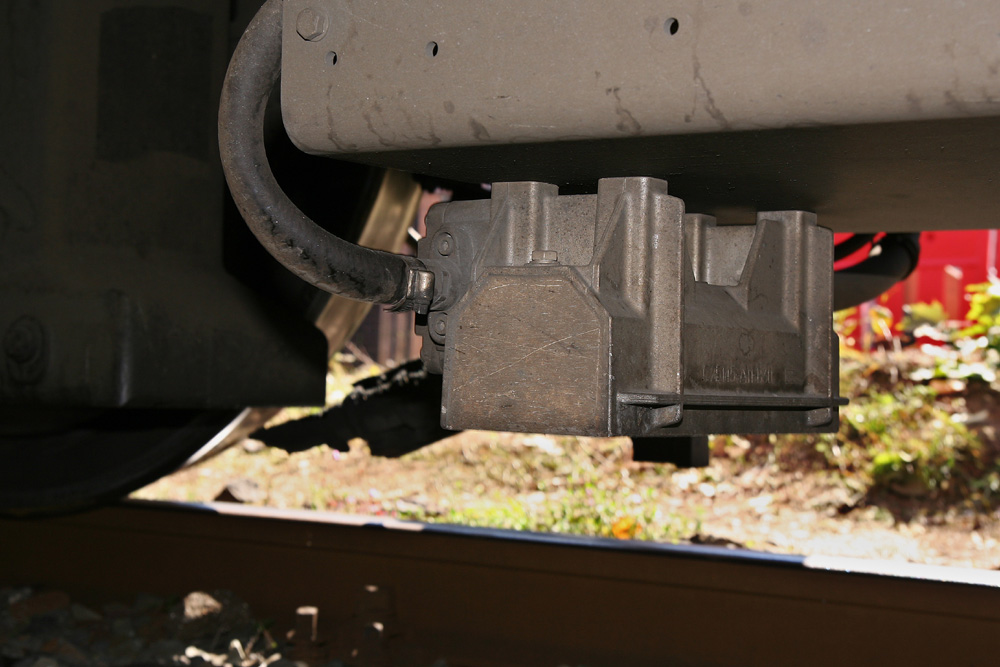
Récepteur sous une locomotive électrique

Pour que les trains et le central puissent échanger des informations, la ligne est équipée d'un câble qui fait une boucle et qui passe par une centrale. Une partie du câble passe au milieu de la voie et l'autre au pied d'un des rails. Ces deux parties du câble sont croisées tous les 100m pour éviter des perturbations électriques. Ce câble suit la ligne sur une distance de 300m. 
Les lignes équipées avec le LZB ont aussi la signalisation classique pour les trains qui ne seraient pas équipés. Ce système est prévu pour permettre des circulations différentes (trains rapides, trains classiques).
Le LZB est déployé sur les LGV allemandes mais aussi sur les grands axes du réseau ferré allemand (alors que la TVM, homologue français du LZB n'est installée que sur les LGV).
LZB a été exporté pour les premières LGV espagnoles. Mais pour les nouvelles LGV, les Espagnols utilisent désormais le nouveau système européen ETCS qui a vocation de succéder aux différents systèmes de signalisation ferroviaire en cabine existant en Europe.

## Signalisation en cabine
En cabine, le conducteur reçoit d'autres informations que celles qui seraient communiquées sans le LZB. En plus de la vitesse courante, il y a un affichage indiquant la distance à un point (arbitraire) de cible et à la vitesse que le train devrait avoir à ce point de cible. Si l'ordinateur du train décide, en se basant sur les caractéristiques de freinage du train, que la vitesse cible ne peut pas être atteinte, il provoque un arrêt d'urgence. 
Les trains peuvent être équipés d'un système de pilote automatique. Quand le train fonctionne avec ce système, le conducteur n'a qu'à surveiller la voie au cas où il y aurait un problème, le système se chargeant de la vitesse du train.

## Comparaison avec d'autres systèmes de signalisation
Ce système est plus coûteux au kilomètre que la TVM, mais il permet des circulations mixtes (rapides + classiques).

## Sources

### Traduction
- (de) Cet article est partiellement ou en totalité issu de l’article de Wikipédia en allemand intitulé « Linienzugbeeinflussung » (voir la liste des auteurs).